# César Pain
César Pain (1872 - † 1946) fue un arquitecto francés, representante del estilo Art nouveau, miembro de la École de Nancy.
Fue el constructor de diecisiete casas en la rue Félix-Faure de Nancy, de entre ellas doce entre 1909 y 1912. 48°40′40″N 6°10′0″E / 48.67778, 6.16667